# Indice di Paasche
L'indice di Paasche, dal nome dello statistico tedesco Hermann Paasche che lo propose nel 1874, è un indice utilizzato per misurare la variazione nei volumi o nei prezzi di determinati aggregati. Contrariamente all'indice di Laspeyres, che utilizza come pesi i valori iniziali, quello di Paasche usa i pesi del periodo finale. Nonostante venga usato molto meno dell'indice di Laspeyres, risulta importante perché concorre alla formazione di un altro indice, l'indice di Fisher, che trova sempre più applicazione in statistica ed economia ed è semplicemente la media geometrica dei primi due.

## Indice dei volumi di Paasche
L'indice dei volumi di Paasche si calcola nel seguente modo:
(1) {\displaystyle P_{q}={\frac {\sum _{i}p_{it}q_{it}}{\sum _{i}p_{it}\ q_{i0}}}\times 100}
dove {\displaystyle \ p_{it}} è il prezzo della merce i nel periodo t, {\displaystyle \ q_{it}} è la quantità prodotta di i in t e {\displaystyle \ q_{i0}} la quantità di i nell'anno base.
Una formulazione alternativa, derivata dalla precedente, è:
(2) {\displaystyle P_{q}={\frac {1}{\sum _{i}v_{it}{\frac {q_{i0}}{q_{it}}}}}\times 100}
dove {\displaystyle \ v_{it}} è la quota del valore della produzione di i sulla produzione totale nel periodo t, ovvero:
{\displaystyle v_{it}={\frac {p_{it}\ q_{it}}{\sum _{i}p_{it}\ q_{it}}}}
Dalla formulazione (2) emerge che l'indice di Paasche risulta essere una media armonica ponderata degli indici delle quantità dei singoli beni, con pesi di ponderazione costituiti dalla quota di ognuno sul totale del valore della produzione nell'anno corrente.

## Indice dei prezzi di Paasche
L'indice dei prezzi di Paasche è utilizzato per il calcolo delle variazioni del livello generale dei prezzi.
Qui ciò che interessa è misurare i cambiamenti avvenuti nei prezzi rispetto all'anno preso come base ed i pesi sono costituiti dalle quantità prodotte nell'anno corrente.
Si calcola come:
{\displaystyle P_{p}={\frac {\sum _{i}p_{it}q_{it}}{\sum _{i}p_{i0}\ q_{it}}}\times 100={\frac {1}{\sum _{i}v_{it}{\frac {p_{i0}}{p_{it}}}}}\times 100}
La stima dell'inflazione ottenuta come variazione percentuale di questo indice è generalmente minore di quella che si ottiene sulla base dell'indice dei prezzi di Laspeyres.